# Wallenborn
Wallenborn település Németországban, Rajna-vidék-Pfalz tartományban. Lakosainak száma 426 fő (2023. december 31.).

## Népesség
A település népességének változása:
| Lakosok száma | 439  | 429  | 427  | 418  | 419  | 426  |
|               | 1975 | 2017 | 2019 | 2021 | 2022 | 2023 |